# Поліщук Кирило Ананійович
Поліщук Кирило Ананійович (11 вересня 1959 р.) — український політик.
Кандидат технічних наук (2004); Державна авіаційна адміністрація, заступник голови (січень 2008 — травень 2009).

## З життєпису
Н. 11.09.1959 (м. Ізмаїл, Одеська область); дружина Тетяна Ярославівна (1962); дочка Ірина (1987).
Освіта: Ленінградська академія цивільної авіації (1980), інженер з управління рухом; кандидатська дисертація «Методи підвищення ефективності системи організації повітряного руху» (Національний транспортний університет, 2004).
Народний депутат України 4-го скликання з квітня 2002 до квітня 2006, виборчій округ № 98, Київська область, самовисування. «За» 18.97 %, 20 суперників. На час виборів: генеральний директор Державного підприємства обслуговування повітряного руху України «Украерорух», безпартійний. Член фракції «Наша Україна» (15.05.2002), член фракції «Єдина Україна» (05.-06.2002), член групи «Народовладдя» (06.2002-09.2003), позафракційний (09.-12.2003), член фракції «Регіони України» (12.2003-09.2005), член фракції Партії «Регіони України» (09.-12.2005). Член Комітету з питань будівництва, транспорту, житлово-комунального господарства і зв'язку (з червня 2002).
Березень 2006 — кандидат в народні депутати України від Блоку НДП, № 17 в списку, член НДП.
- 1980-1983 — диспетчер, старший диспетчер з управління повітряним рухом, 1983-1986 — керівник польотів Дніпропетровського об'єднаного авіазагону Управління цивільної авіації УРСР.
- 1987-1988 — старший диспетчер-інспектор, 1989-1993 — заступник начальника відділу руху Управління цивільної авіації України.
- 1993-2002 — директор, генеральний директор Державного підприємства обслуговування повітряного руху України «Украерорух» («Стріла»).

Заступник голови ХДПУ (з листопада 2002).